# گچسو
گچسو (به لاتین: Gypsou) یک منطقهٔ مسکونی در قبرس شمالی است که در ناحیه غازی ماغوسا واقع شده‌است.